# BICEP
BICEP é um radiotelescópio projetado para detectar o modo B da polarização da radiação cósmica de fundo em micro-ondas. Esse instrumento opera na Estação Polo Sul Amundsen-Scott.

## BICEP1
A primeira versão do experimento, denominada BICEP1, foi construída e operada por uma colaboração científica que reuniu oito instituições: Instituto de Tecnologia da Califórnia, Jet Propulsion Laboratory, Universidade da Califórnia em San Diego, Universidade Harvard, Universidade Stanford, Universidade de Chicago, Universidade de Minnesota e a Universidade de Cardiff.
Essa versão utilizava um conjunto de 49 pares ortogonais de bolômetros nas frequências de 100 GHz e 150 GHz. Essa versão fez medidas de janeiro de 2006 a dezembro de 2008.

## BICEP2
Dois anos depois entrou em operação uma segunda versão do experimento, denominada BICEP2, que utilizava um número maior de bolômetros. Esse instrumento fez observações ao longo do período compreendido entre janeiro de 2010 e dezembro de 2012. Em março de 2014 foram anunciados os primeiros resultados com fortes evidências de que o modo B teria sido efetivamente detectado por esse experimento.
Em junho daquele ano, porém, foi publicado o artigo em que a detecção foi relatada. Esse artigo traz um apêndice em que é levantada a possibilidade de que o sinal detectado seja, na verdade, devido à poeira cósmica.